# 拉德·普里卡
拉德·派加（Rade Prica，讀作：Preetza，1980年6月30日—）是一名瑞典職業足球員，現效力挪威足球超級聯賽球會洛辛堡。

## 球會生涯

### 早期生涯
拉德·派加在瑞典球隊Ljungby出道，他在3個球季上陣37次，射入14球。
在1998年，派加加盟希爾星堡。他在希爾星堡待了5個球季，上陣73次，射入27球。在2002年，他加盟德國球會羅斯托克。

### 阿爾堡
在約滿羅斯托克後，派加在2006年加盟丹麥球會阿爾堡。在2006-07球季，派加成了丹麥聯賽的神射手。

### 新特蘭
派加在2007年歐洲足協盃的表現吸引到英超球會新特蘭的注意，在2008年1月23日，派加以超過2百萬鎊加盟新特蘭，簽約三年。他在首次代表新特蘭上陣即取得入球，協助球隊打敗。

但是，派加表現無以為繼，到了後來，派加被掛牌可以外借。於2009年3月9日自由轉會加盟洛辛堡。

### 國家隊生涯
他在2001年2月首次後備上陣出戰泰國。

## 外部連結
- 足球数据库：派加的球员统计数据
- 派加新特蘭官方球員介紹
- （瑞典文） 瑞典國家隊介紹

| 獎項                 | 獎項                    | 獎項               |
| -------------------- | ----------------------- | ------------------ |
| 前任： Steffen Højer | 丹麥超級聯賽神射手 2007 | 繼任： Jeppe Curth |